# Dykaňský rajón
Dykaňský rajón (ukrajinsky Диканський район) byl rajón v Poltavské oblasti na Ukrajině. Hlavním městem byla Dykaňka a rajón měl přibližně 18 tisíc obyvatel. 

## Sídla v rajónu
- Dykaňka